# فراینویل
فراینویل (به آلمانی: Freienwill) یک شهر در آلمان است که در اشلسویگ-فلنسبورگ واقع شده‌است. فراینویل  ۱٬۴۷۱ نفر جمعیت دارد.